# Distretto di Demirköy
Il distretto di Demirköy è uno dei distretti della provincia di Kırklareli, in Turchia.